# 李维中 (1912年)
李维中（1912年3月—2005年5月30日），男，绥远萨拉齐（今内蒙古土默特右旗）人，中华人民共和国政治人物，曾任中华人民共和国交通部副部长、党组成员。